# Nervo espinhal cervical 2
O nervo espinhal cervical 2 (C2) é um nervo espinhal do segmento cervical.É uma parte da alça cervical junto com os nervos C1 e C3, às vezes formando parte da raiz superior da alça cervical. também se conecta à raiz inferior da alça cervical com C3.
Origina-se da coluna vertebral acima da vértebra cervical 2 (C2).
ele inerva os músculos reto da cabeça anterior e reto da cabeça lateral e fornece nervos sensoriais ao trapézio, à parte posterior do couro cabeludo e à parte superior do pescoço. O nervo occipital maior, o nervo occipital menor, o nervo auricular maior e o nervo cervical transverso emergem de C2, sendo os dois últimos compartilhados com C3. 